# Can Sala (Vidreres)
Can Sala és un edifici del municipi de Vidreres (Selva) inclosa en l'Inventari del Patrimoni Arquitectònic de Catalunya.

## Descripció
Es tracta d'una casa de dues plantes i teulada a doble vessant a laterals que té totes les obertures emmarcades de pedra. El sector més interessant és el format per la porta principal i la finestra que hi ha a sobre, al primer pis, ja que estan enllaçats per tres blocs sostenidors que deixen una obertura d'espitllera.
A la part dreta i esquerra de la casa existeixen uns afegits constructius en forma de porxo i de garatge que continuen la teulada original.
Pel que fa a les obertures de la part posterior, es conserven les originals de marc de rajol
A la part esquerra de la façana, a l'altura del primer pis, hi ha un rellotge de sol de terrissa datat de 1815.

## Història
La llinda monolítica de l'entrada principal té una inscripció, encapçalada per la data 1751, el nom de Jesus i una creu, que diu:

“SI EN TA CASA HI HA BON TEMPS

NO FASSAS FARM(e)SA QUE ES MAL P(er) LOS VIVENTS

MATHEV BRVGVERA ME FECIT DIE 22 O(ctu)BRE”

Dins la casa es conserva un dintell de pedra amb la data de 1661.